# 3703 Volkonskaya
3703 Volkonskaya eller 1978 PU3 är en asteroid i huvudbältet som upptäcktes den 9 augusti 1978 av den ryska astronomen Ljudmila Tjernych vid Krims astrofysiska observatorium på Krim. Den är uppkallad efter den ryska furstinnan Maria Volkonskaja.
Asteroiden har en diameter på ungefär 3 kilometer och den tillhör asteroidgruppen Vesta.